# リミテッド・アニメーション
リミテッド・アニメーション（英: limited animation）は制約による絵の意図的な単純化を特徴とするアニメーションのスタイルである。

## 概要

リミテッド・アニメーション

従来のフル・アニメーションのリアルな動作を追求した表現手法に対し、簡略化された抽象的な動作を表現するための手法として考案された（参考: 記号化）。一例として動きを簡略化しセル画の枚数を減らす（コマ打ち）。
ワーナー・ブラザース製作・チャック・ジョーンズ監督の『ドーバーボーイズ』（原題：The Dover Boys、1942年）で初めて実用化され、アメリカのアニメーション制作会社UPAにより本格的に導入されたが、後のハンナ・バーベラなどにより、専ら省力化のために使用された。
日本では柳原良平による壽屋（現・サントリー）のTVコマーシャル『トリス・バー』(1958) が最初のリミテッドアニメーションである。戦後アニメ創成期において虫プロの手塚治虫がテレビアニメの『鉄腕アトム』制作に制作費や制作時間を削減するために採用した。これによりリミテッドアニメーションを進化させ同時に日本製アニメーションの手法として定着、現在では洗練されアニメの手法として発展している。

## 手法
リミテッド・アニメーションは「現実/実写への接近」との決別を標榜し絵を意図的に単純化するスタイルである。ゆえに個別具体的な表現手法を指す語ではなく、方向性を共有しているスタイルの総称である。とはいえリミテッド・アニメーションでしばしば見られる特徴的な表現手法は様々存在する。以下はその一例である。

### コマ打ち
コマ打ちは1枚の画を1枚以上の連続したコマに割り当てる表現技法である。アナログ/連続的に画が変化する現実やそれを捉える実写映画へ接近するのであれば1コマ打ちが求められるが、あえてより多いコマ数でコマ打ちすることで、変化が劇的でケレン味ある映像表現を追求することができる。
海外のリミテッドアニメは2コマ打ち（毎秒12枚の画）が多く、日本のリミテッドアニメはさらに少なく3コマ打ち（毎秒8枚の画）が主流である。

### 部位アニメーション
対象の特定の部位（パーツ）のみを動かす技法がリミテッドアニメーションではしばしば用いられる。
現実の物体は運動時や変形時に物体全体が連動して変化する。例えば喋っているときは唇の開閉と連動して、顎の上下・頬の膨らみ・目の開閉・喉の凹凸など様々な変化がおこる。現実へ接近するのであればこれらを繊細に表現することが求められる。リミテッドアニメーションでは表現としてこれらを捨象する。例えば顔輪郭を静止させたうえで唇の輪郭のみを開閉させる（口パク）。
アニメ制作では動かす部位をセル（≒レイヤー）へ分離し、このセルのみに細かい動きをつけ、撮影時に重ね合わせることで部分的なアニメーションを実現している。この手法のアニメにおける起源は国産初の本格TVアニメシリーズである『鉄腕アトム』(1963-1966) にある。当時普及していた海外産のTVアニメーションにおいて部位アニメーションは既に多用されており、この流れの中で鉄腕アトムは（作画コストを抑えられる）この手法を採用している。
これによる効果は多様である。例えば、動く部位と動かない部位のコントラストにより動く部位へ視線誘導し印象を強められる、「動かないこと」を記号化して強調できる（例:「きをつけ」の直立具合を表現）、作画コストを大きく低減できる、が挙げられる。

### シンクロ・ヴォックス
シンクロ・ヴォックス（Syncro-Vox, Synchro-Vox）は、静止画像やアニメーション上のキャラクターの口の部分に、口の実写映像を光学合成するものであり、リミテッド・アニメーションの中で最も極端な例の一つとして知られている。この技法は、1950年代にエドウィン・"テッド"・ジレットがTVCM向けに動物がしゃべっているように見せるために考案したものである。ジレットは1952年2月4日にこの手法を特許として申請し、1956年3月27日に特許を取得した（米国特許番号：第2,739,505号）。
音声と映像の同期が難しかった当時、シンクロ・ヴォックスはアニメ制作の省力化に用いられるようになり、主な使用例としてはカンブリア・プロダクションズの『冒険王カーゴ』（原題：Clutch Cargo、別邦題：冒険王クラッチ）、『宇宙ライダー エンゼル』（Space Angel、キャプテン・ゼロ）、『キャプテン・ファドム』（Captain Fathom）などが挙げられる。当時の視聴者からは「口だけが実写のアニメは不気味だった」と評されることもある。
その後、シンクロ・ヴォックスは本格的なアニメーションの技法として使われることは少なかったものの、テレビ番組などで笑いをとるため、ほかの実写映像に別人の口を合成する形で使われるようになった。
2004年制作のディズニー・ピクサー作品『Mr.インクレディブル』（ミスター・インクレディブル、原題：The Incredibles）では、DVD販売の特典映像として作品内作品のヒーローアニメ「Mr.Incredible and Pals」にこの手法がレトロな雰囲気と相まった演出の手法として用いられている。
2023年に制作されたCGショートアニメ『ヘルピポシリーズ ぴーち鬼ぱーち鬼』で、キャラクターの口の部分に声を演じるチョコレートプラネットの口の実写映像を合成するという手法が使われている。

### その他
画面の一部だけを動かす場合、画面内の多くのキャラクターのうち、1・2名のみが動く、複数のキャラクターが全く同様の軌跡で動く、などが特徴である。他にも同じようなシーンでセル画を使い回すバンクシステムなどの工夫が知られる。